# Megachile serricauda
Megachile serricauda är en biart som beskrevs av Cockerell 1910. Megachile serricauda ingår i släktet tapetserarbin, och familjen buksamlarbin. Inga underarter finns listade i Catalogue of Life.